# Neftochimik Burgas
Profesionalen Futbolen Kłub Neftochimik 1962 Burgas (bułg. Професионален Футболен Клуб Нефтохимик 1962 Бургас) – bułgarski klub piłkarski, mający siedzibę w mieście Burgas na wschodzie kraju.

## Historia
Chronologia nazw:
- 1962: Stroitel Burgas (bułg. Строител Бургас)
- 1964: Neftochimik Burgas (bułg. Нефтохимик Бургас)
- 1970: rozformowany
- 1986: DFS Neftochimik Burgas (po fuzji z Łokomotiw Burgas) (bułg. ДФС Нефтохимик 1962 Бургас)
- 1990: Neftochimik Burgas (bułg. Нефтохимик Бургас)
- 2002: PFK Nafteks Burgas (bułg. ПФК Нафтекс Бургас)
- 2009: rozformowany
- 2009: PFK Neftochimik 1986 Burgas (po fuzji z Atletik Burgas) (bułg. ПФК Нефтохимик 1986 Бургас)
- 07.2011: PFK Neftochimik 1962 Burgas (bułg. ПФК Нефтохимик 1962 Бургас)
- 2014: rozformowany
- 01.2015: PFK Neftochimik 1962 Burgas (po fuzji z PFK Burgas) (bułg. ПФК Нефтохимик 1962 Бургас)

Klub piłkarski Stroitel został założony w miejscowości Burgas w roku 1962 z inicjatywy grupy pracowników, którzy budowali przyszłą rafinerię ropy naftowej "Neftochim". W tym samym roku zespół rozpoczął rozgrywki w grupie regionalnej "A" pod nazwą Stroitel Burgas. W 1964 roku rafineria oficjalnie została nazwana jako Neftochim i nazwa klubu została również zmieniona na Neftochimik Burgas. Rok później zespół zdobył swój awans do Grupy "B" Mistrzostw Bułgarii.
W styczniu 1970 decyzją Komitetu Centralnego Komunistycznej Partii Bułgarii zdecydowano stworzyć jednolity klub w Burgasie. Neftochimik został zamknięty, a jego najlepsi gracze przenieśli się do Czernomorca Burgas. Do 1981 klub rozwijał się jedynie amatorsko i uczestniczył tylko w mistrzostwach robotniczych. W 1978 zdobył mistrzostwo Bułgarii wśród drużyn robotniczych.
6 maja 1981 klub ŻSK Łokomotiw Burgas (założony w 1932) po tym, jak jego stadion został zniszczony i potrzebował nowego stadionu, zadecydował połączyć się z zespołem robotniczym Neftochimik. Zjednoczony klub otrzymał nazwę DFS Neftochimik Burgas i 29 stycznia 1986 został zarejestrowany jako podmiot prawny. W ten sposób powrócił do rozgrywek w Grupie "B".
Klub wszystkie swoje sukcesy odnosił w połowie lat 90., a jego dobra passa zaczęła się kiedy w lutym 1990 roku prezesem został Christo Portoczanow. Cztery lata później, w 1994 zespół prowadzony przez późniejszego selekcjonera reprezentacji Dimityra Dimitrowa zajął pierwsze miejsce w grupie "B" Południowej i po raz pierwszy w swojej historii wywalczył awans do Grupy "A", w której grał nieprzerwanie do 2006 roku.
W tym czasie klub zdobył wicemistrzostwo kraju, Puchar Ligi, dotarł do finału i półfinału Pucharu Bułgarii, i dzięki wysokim lokatom w lidze, niemal corocznie reprezentował kraj w rozgrywkach o Puchar UEFA. Wielu zawodników Neftochimiku występowało w drużynie narodowej, która często swoje mecze rozgrywała na klubowym stadionie w Burgasie.
W 2002 klub stał się własnością "Petrol Holding", który zmieniła nazwę na Nafteks Burgas. Portoczanow był zmuszony odejść, a nowym prezesem został Mitko Sybew. W wyniku zmiany w klubie rozpoczął się kryzys; z Nafteksem pożegnali się najlepsi piłkarze, a klub zaczynał tracić płynność finansową. W sezonie 2005/2006 zespół spadł z ekstraklasy.
W kwietniu 2006 roku trenerem Nafteksu został jeden z najbardziej utytułowanych szkoleniowców ostatnich lat w Bułgarii Georgi Wasilew. Na koniec rozgrywek 2006/2007 jego podopieczni zajęli drugie miejsce w tabeli, ale w dwumeczu barażowym o grę w I lidze przegrali z Widimą-Rakowski Sewliewo. Dwa lata później, w sezonie 2008/2009, Nafteks ponownie zajął drugie miejsce w grupie "B" i zapewnił udział w barażach o wyjście do elitarnej dywizji. 17 czerwca 2009 roku, jednak piłkarze z Burgasu tracą Sportistem Swoge z 4:6 po rzutach karnych (w regulaminowym czasie gry i po dogrywce wynik był 2:2).
3 lipca 2009 zarząd klubu postanowił zakończyć istnienie Nafteksu poprzez połączenie z PFK Pomorie pod nazwą Czernomorec Pomorie do udziału w grupie wschodnie B PFG z licencją ligową zespołu z Burgasu. Prawie wszyscy piłkarze z klubu i dzieci ze szkoły piłkarskiej przeszli w nowo powstały klub Czernomorec Pomorie lub do Czernomorca Burgas.
Kilka dni później, 7 lipca 2009 roku klub został reaktywowany. Dzięki współpracy gminy i firmy budowlanej "Eurobuilding", klub połączył się z FK Atletik i zmienił nazwę na Neftochimik 1986 Burgas. Prezes Mitko Sybew przeniósł wszystkie sukcesy do nowego Neftochimika. Tradycje i historia klubu zostały zachowywane. W sezonie 2009/2010 zespół uczestniczył w Południowej Amatorskiej Grupie "W", gdzie zajął trzecie miejsce. W sezonie 2010/11 był drugim tuż za Botewem Płowdiw i po pokonaniu Septemwri Terwel 1-0 w barażach awansował do Grupy "B". Przed rozpoczęciem kolejnego sezonu klub zmienił nazwę na Neftochimik 1962 Burgas. W sezonie 2012/13 zdobył mistrzostwo Grupy "B" i po 7-letniej przerwie powrócił do I ligi bułgarskiej. Jednak powrót był nieudany, 12 miejsce w końcowej klasyfikacji i spadek do Grupy "B".
Po otrzymaniu licencji do udziału w sezonie 2014/2015, właściciele zaprzestali finansowania klubu i zatrzymali rozwój męskiej piłki nożnej. Następnie zrezygnowano z udziału w rozgrywkach w grupie "B".
16 lipca 2014 grupa fanów stworzył SNC "Futbolowy Klub Neftochimik Burgas 1962", którego głównym celem było utrzymanie marki Neftochimik i dalszego istnienia szkoły piłkarskiej dla dzieci. Osiągnięto porozumienie z właścicielami Nafteksu Burgas, aby uzyskać wartości niematerialne klubu, a tym samym zachowanie ciągłości pomiędzy Nafteksem a nowym Neftochimikiem.
W styczniu 2015 roku ogłoszono o przyszłym połączeniu Neftochimika Burgas 1962 i profesjonalnym PFK Burgas. Zjednoczony klub przyjął nazwę Neftochimik Burgas 1962. W sezonie 2015/16 zajął dalekie 12 miejsce, ale w wyniku reorganizacji i zwiększenia ilości drużyn w ekstraklasie otrzymał promocję do pierwszej ligi bułgarskiej.

## Sukcesy

### Trofea międzynarodowe
| \| \| Zdobyte trofea w rozgrywkach międzynarodowych (stan na: 31-05-2016) \| |                                                                     |      |          |
| Rozgrywki                                                                    | Osiągnięcie                                                         | Razy | Sezon(y) |
| · Liga Mistrzów · (Puchar Europy)                                            | zdobywca                                                            | 0    |          |
| · Liga Mistrzów · (Puchar Europy)                                            | finalista                                                           | 0    |          |
| · Liga Europy · (Puchar UEFA)                                                | zdobywca                                                            | 0    |          |
| · Liga Europy · (Puchar UEFA)                                                | finalista                                                           | 0    |          |
| · Liga Europy · (Puchar UEFA)                                                | I runda (1/64 finału)                                               | 1    | 2000/01  |
| · Puchar Zdobywców                                                           | zdobywca                                                            | 0    |          |
| · Puchar Zdobywców                                                           | finalista                                                           | 0    |          |
| FIFA                                                                         | Zdobyte trofea w rozgrywkach międzynarodowych (stan na: 31-05-2016) |      |          |

### Trofea krajowe
| \| \| Zdobyte trofea w rozgrywkach Bułgarii (stan na: 31-05-2016) \| |                                                             |      |                  |
| Rozgrywki                                                            | Osiągnięcie                                                 | Razy | Sezon(y)         |
| · Mistrzostwo                                                        | I miejsce                                                   | 0    |                  |
| · Mistrzostwo                                                        | II miejsce                                                  | 1    | 1996/97          |
| · Mistrzostwo                                                        | III miejsce                                                 | 0    |                  |
| Puchar                                                               | zdobywca                                                    | 0    |                  |
| Puchar                                                               | finalista                                                   | 1    | 1999/2000        |
| Puchar Ligi                                                          | zdobywca                                                    | 2    | 1995/96, 1996/97 |
| Puchar Ligi                                                          | finalista                                                   | 1    | 1990/91          |
| II liga                                                              | I miejsce                                                   | 2    | 1993/93, 2012/13 |
| II liga                                                              | II miejsce                                                  | 2    | 2006/07, 2008/09 |
| II liga                                                              | III miejsce                                                 | 2    | 1991/92, 2011/12 |
| Bułgaria                                                             | Zdobyte trofea w rozgrywkach Bułgarii (stan na: 31-05-2016) |      |                  |

- Grupa "W" (III poziom):
  - mistrz (3): 1964/65, 1990/91, 2014/15 (grupa południowa)
  - wicemistrz (2): 1967/68, 2010/11 (grupa południowa)
  - 3.miejsce (1): 2009/10 (grupa południowa)

### Inne trofea
- Mistrzostwo Bułgarii wśród drużyn robotniczych:
  - wicemistrz (1): 1978
- Puchar Amatorskiej Piłkarskiej Ligi:
  - zdobywca (1): 2011
- Puchar Albena Cup:
  - zdobywca (1): 2005

## Stadion
Klub rozgrywa swoje mecze domowe na stadionie Łazur w Burgasie, który może pomieścić 18037 widzów. W 1967 stadion oficjalnie otwarty jako "Neftochimik" w meczu pomiędzy drużynami młodzieżowymi Bułgarii i Finlandii. Również na nim grał inny miejscowy klub Czernomorec Burgas. W 2010 po rekonstrukcji otrzymał nazwę Łazur.

## Piłkarze
Stan na 24 lipca 2016:
| Nr | Poz. | Piłkarz                |
| -- | ---- | ---------------------- |
| 1  | BR   | Janko Georgiew         |
| 2  | OB   | Kostadin Welkow        |
| 3  | OB   | Iwo Malinow            |
| 5  | OB   | Żiwko Hadżiew          |
| 6  | OB   | Marko Ranđelović       |
| 7  | PO   | Iwan Walczanow         |
| 8  | PO   | Nikolaj Diulgerow      |
| 10 | PO   | Aleksandar Aleksandrow |
| 11 | PO   | Atanas Czipilow        |
| 12 | BR   | Stojan Kolew           |
| 15 | NA   | Żiwko Petkow           |
| 16 | OB   | Bojan Gjorgievski      |

| Nr | Poz. | Piłkarz                    |
| -- | ---- | -------------------------- |
| 19 | PO   | Mihael Oraczew             |
| 20 | OB   | Jani Pehliwanow            |
| 22 | PO   | Emanuil Manew              |
| 23 | NA   | Mario Rašić                |
| 24 | NA   | Kostadin Hazurow           |
| 25 | OB   | Angel Granczow             |
| 26 | OB   | Sergiu Homei               |
| 31 | OB   | Daniel Andreew             |
| 32 | PO   | Liubomir Bożinow (kapitan) |
| 61 | PO   | Georgi Czakarow            |
| 96 | BR   | Dimitar Nikolow            |

## Europejskie puchary
Legenda do wszystkich tabel:
- Q – runda eliminacyjna, 1/16, 1/8, 1/4, 1/2 – odpowiednia faza rozgrywek, Grupa – runda grupowa, 1r gr – pierwsza runda grupowa, 2r gr – druga runda grupowa, F – finał, R – runda, PO – play-off
- k. – rzuty karne, los. – losowanie, Dogr. – dogrywka, w. – zasada bramek strzelonych na wyjeździe

| Sezon   | Rozgrywki   | Runda | Przeciwnik       | Dom | Wyjazd | Ogólnie |
| ------- | ----------- | ----- | ---------------- | --- | ------ | ------- |
| 1997/98 | Puchar UEFA | 1Q    | Brann            | 3–2 | 1–2    | 4–4, w. |
| 2000/01 | Puchar UEFA | Q     | Omonia Nikozja   | 2–1 | 0–0    | 2–1     |
| 2000/01 | Puchar UEFA | 1R    | Lokomotiw Moskwa | 0–0 | 2–4    | 2–4     |